# Ілліч-Агро
Іллі́ч-А́гро (Агрокомплекс ОАО «ММК імені Ілліча») — група дочірніх підприємств Маріупольского металургійного комбінату імені Ілліча, що спеціалізуються на випуску сільськогосподарської продукції. Структурні підрозділи (агроцехи) розташовані на території 3-х областей (Донецька область, Запорізька область, Черкаська область) і Криму.
Перші агроцехи були створені на початку 2000 року. Група з 5 дочірніх підприємств Ілліч-Агро створена 1 грудня 2006 року.
На кінець 2006 року в складі Агрокомплексу налічувалося 73 структурні підрозділи, розташованих у восьми районах Донецької області, а також у Джанкойському, Красногвардійському, Сімферопольському районах АР Крим, Бердянському та Приазовському районах Запорізької області, у яких працювало понад 20 тисяч чоловік. Землекористування Агрокомплексу становило 233,9 тисячі гектарів сільськогосподарських угідь. Багатогалузеве тваринництво нараховувало великої рогатої худоби — 40 тисяч голів, у тому числі дійної череди — 13 тисяч голів, свиней — більше 57 тисяч голів, овець — 19 тисяч голів, птахів усіх видів — 228 тисяч голів.
Тільки в 2006 році трудівники Агрокомплексу виростили 253,3 тисячі тонн зерна, близько 41 тисячі тонн соняшника, майже 20 тисяч тонн овочів. Зробили 53 тисячі тонн молока, майже 13 тисяч тонн м'яса в живій вазі, 28 мільйонів штук яєць. Крім того, цеху по переробці сільськогосподарської продукції зробили близько 8 тисяч тонн борошна, більше 4 тисяч тонн хліба, 2,6 тисячі тонн соняшникової олії, 140 тонн різних сирів й 70 тонн ковбасних виробів. Випущено також більше 20 мільйонів банок рибних консервів. В азовскому морі добуто 3 тисячі тонн морської риби.